# رادیو (ترانه بیانسه)
«رادیو» ترانه‌ای از هنرمند اهل ایالات متحده آمریکا بیانسه است. این ترانه در آلبوم من...ساشا فیرس هستم قرار داشت.